# Карлов мост
Ка́рлов мост (от чеш. Karlův most) — средневековый мост в Праге через Влтаву, соединяющий исторические районы Мала Страна и Старое Место. Длина моста — 520 м, ширина — 9,5 м. Мост опирается на 16 мощных арок, облицованных тёсаными блоками из песчаника. Каменный мост изначально назывался «Пражским», в 1870 году официально переименован в честь основателя Карла IV. Его украшают тридцать скульптур, преимущественно религиозного содержания.

## История
Мост является связующим звеном между Пражским градом и Старым Городом. Через мост вела так называемая «Королевская дорога», по которой ныне проходит пражский марафон. С мостом связаны многие ключевые события в истории города. Например, в 1420 году мост помог попасть гуситам на Малую Страну, а в 1648 году с этого моста шведы, захватившие и разграбившие Град и Малу Страну, атаковали правобережный Старый Город.

### Юдитин мост
Юдитин мост — предшественник Карлова моста, был построен и закончен в 1172 году, во времена Владислава II и его жены, королевы Ютты Тюрингской. Мостом пользовались ещё в начале правления Карла IV, но уже тогда из-за торгового, общественного и строительного подъёма появилась необходимость в более современном мосте. В 1342 году Юдитин мост был почти полностью разрушен во время наводнения. Остатки одной из его арок находятся в подвале дома на улице Лужицкой семинарии, 82 (Мала Страна).

### Новый мост
Новый мост был задуман Карлом IV. Построили его почти на том же месте, что и Юдитин. Остатки Юдитина моста можно увидеть в основании пилона, на котором стоит Староместская башня. Строительство моста продолжалось с 1357 года до начала XV века. Оно было поручено Петру Парлержу. Мостовую башню на староместском берегу построили зодчие из мастерской Петра Парлержа около 1380 года.
По легенде, согласно исследованиям чешского историка и астронома Зденека Горского, первый камень заложил Карл IV 9 июля 1357 года в 5:31 утра. Эта дата и время были выбраны по рекомендации астрологов. Если записать числа следующим способом: 1 3 5 7 (год) 9 (день) 7 (месяц) 5 (час) 3 1 (минуты), то мы получим сначала восходящий, а потом нисходящий ряд нечётных чисел (палиндром) (см. христианская каббала). В те времена очень большое значение придавали магическим цифрам. Заложенный в такой момент мост должен был выстоять столетия.
По преданию, именно с Карлова моста был сброшен в мешке почитаемый в Чехии святой Ян Непомуцкий. В том самом месте, где тело святого погрузилось во Влтаву, над водой якобы видели свечение в виде пяти звёзд; с тех пор Ян Непомуцкий изображается с пятью звёздами над головой. Место, возле которого Яна сбрасывали через перила, можно увидеть по правую руку на пути в сторону Мала Страны, это место отмечено вмурованным в перила моста крестом и двумя медными гвоздями неподалёку от креста.
Катастрофическое наводнение, случившееся в Праге 2—5 сентября 1890 года, серьёзно повредило Карлов мост. Большое количество брёвен и другого плавучего мусора, смытого наводнением выше по течению, застряло в пролётах моста, образовав естественную плотину. От огромного давления три пролёта и две опоры моста обрушились. Восстановительные работы длились два года, мост был вновь открыт 19 ноября 1892 года.
До 1908 года по Карловому мосту проходила конка. В 1905 году она была электрифицирована, после чего по ней проходил трамвай с нижним токосъёмом. Этот маршрут был снят в 1908 году.

## Староместская мостовая башня
Восточная мостовая башня является проходом с моста в Старе Место и потому именуется «Староместской». Башня располагается на промежуточной, а не концевой опоре, то есть прямо над водой. Высота постройки — около 47 метров над уровнем моста. С южной стороны расположена лестница, ведущая во внутренние помещения постройки. Башню украшает фигурная пластика высокого художественного уровня, гербы земель Священной Римской империи; над воротами, помещёнными в стрельчатой арке, размещены изображения зимородка. Скульптуры, изображающие святого Вита (покровителя моста), Карла IV и Вацлава IV, находятся на втором этаже. Скульптуры покровителей земли чешской, — святого Войтеха и святого Сигизмунда, расположены на самом верху. Заслуживают внимания также сетчатые своды в проезде западной башни. Башню завершают высокая крыша характерной седловидной формы и эркеры с остроконечными шпилями по углам.
Когда в 1648 году Прагу осаждали шведы, были уничтожены скульптуры, богато украшавшие портал башни, обращённый к Граду. Во время революционных волнений 1848 года в воротах Староместской мостовой башни была устроена баррикада.

## Малостранские мостовые башни
Западные башни моста построены в разное время. Более низкая и более мощная первоначально была романской, после 1591 года перестроена в стиле Ренессанса. В период правления короля Йиржи из Подебрад (1464 год) была заложена вторая, более высокая башня. Стилем и архитектурными деталями она похожа на Староместскую, на противоположном конце моста, которая была построена зодчими из мастерской Петра Парлера и которая, вероятно, и послужила образцом. При короле Вацлаве IV были построены ворота между башнями. До тех пор, пока на мосту не начали устанавливать скульптуры, башни на обоих его концах были единственным его украшением.

## Скульптуры
В период барокко мост был украшен уникальной галереей скульптур, созданных лучшими мастерами того времени: Матиашем Б. Брауном, Яном Брокофом и его сыновьями Михалом и Фердинандом. Всего скульптур и скульптурных групп на мосту 30, большинство из них были установлены в период с 1683 по 1714 годы. В основном это точные копии с оригиналов, которые в XX веке были перенесены в Национальный музей.
Некоторые из скульптур и скульптурных групп:
- «Видение св. Луитгарды» (1710), автором которой был М. Браун, считается самой красивой скульптурной группой из установленных на мосту.
- Группа «Распятие» — самая древняя скульптурная группа, датируется 1657 годом. В древнееврейской надписи содержится тетраграмматон.
- Работа Брокофа, изображающая турка, стерегущего находящихся в плену христиан, установлена в 1714 году и считается самой популярной скульптурной группой.
- «Дева Мария с младенцем и святая Анна», «Дева Мария и святой Фома Аквинский», «Дева Мария и святой Бернхард» — работы серболужицкого скульптора Мачия Вяцлава Якулы.

## Лестница на Кампу
Частью архитектурного комплекса Карлова моста является монументальная неоготическая лестница, которая ведёт прямо с моста на влтавский остров Кампу. Лестница была построена в 1844 году вместо прежней, деревянной.

## Мост в кино
Карлов мост фигурирует во множестве фильмов. В триллере Брайана Де Пальмы «Миссия невыполнима» на Карловом мосту происходит убийство одного из героев. В рекламе часов, снятой Тимом Бёртоном, Карлов мост выполняет роль крыши, на которой начинается схватка героев ролика.

## Галерея

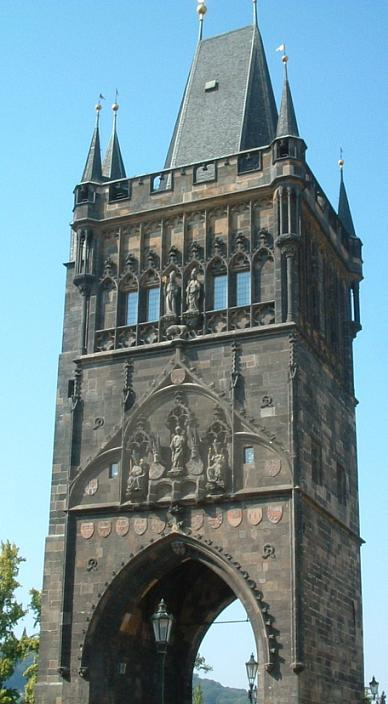
Восточная мостовая башня
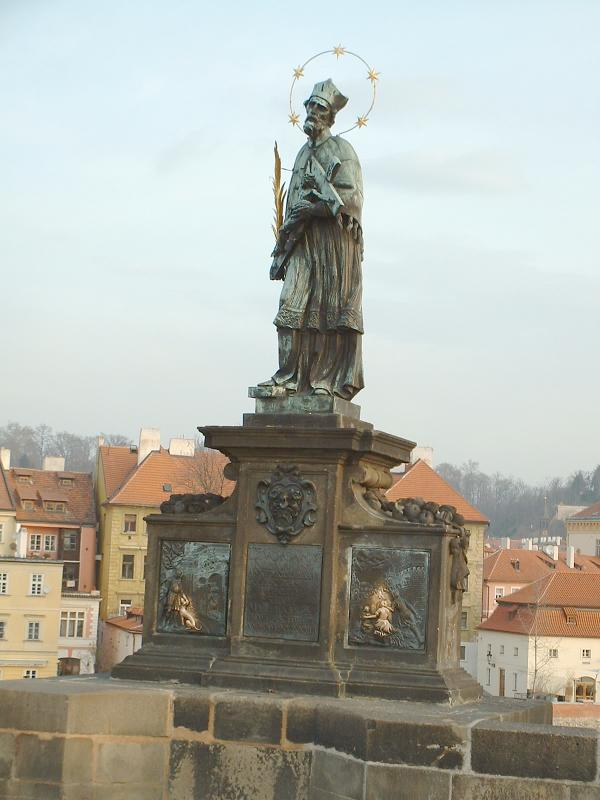
Статуя св. Яна Непомуцкого на Карловом Мосту
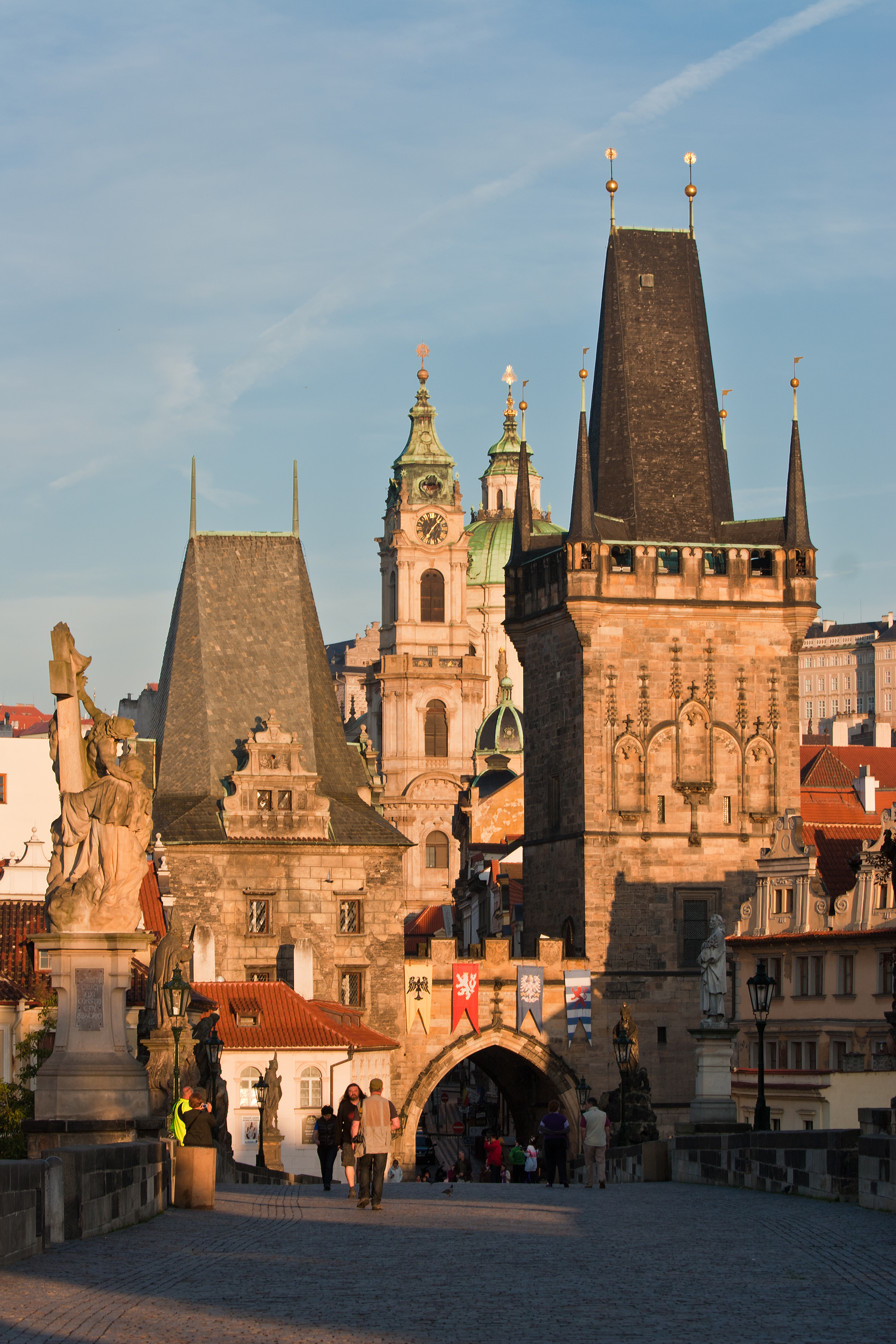
Карлов мост утром
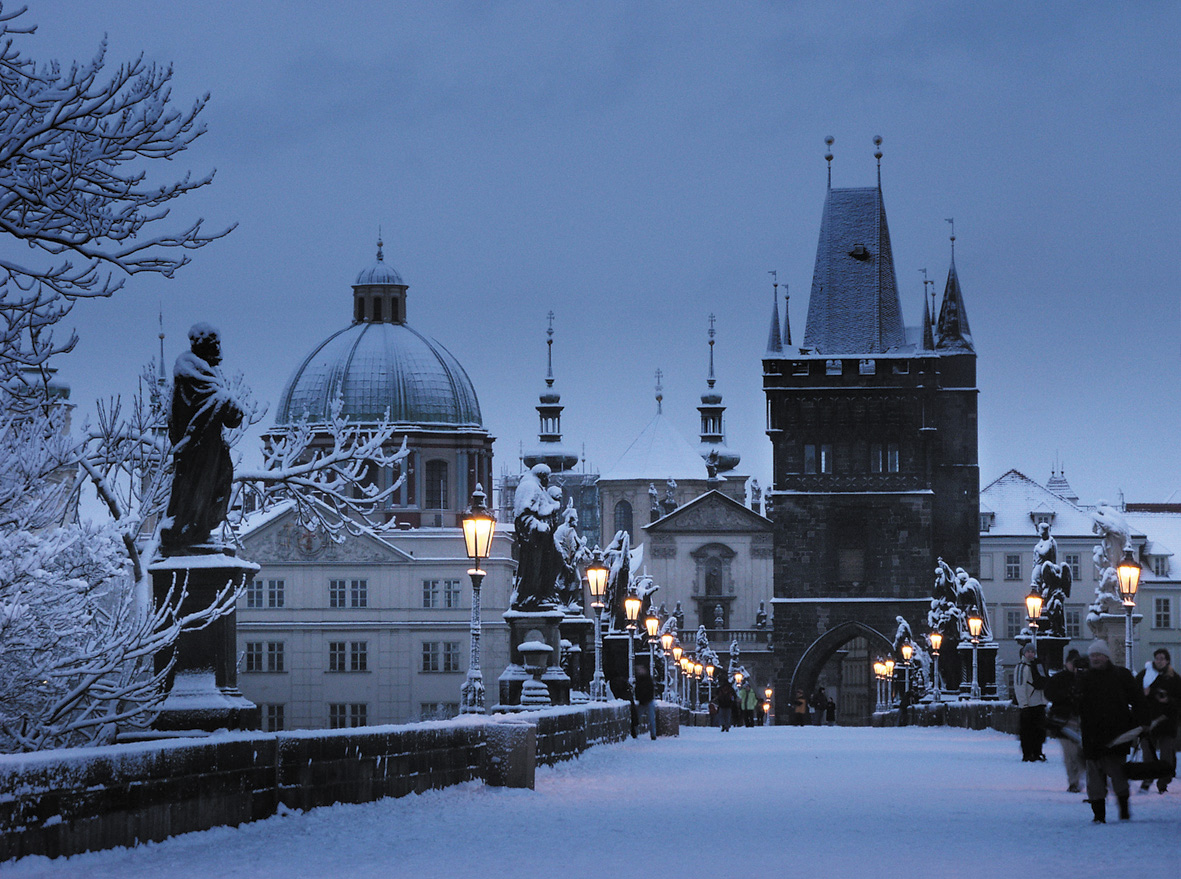
Карлов мост зимой
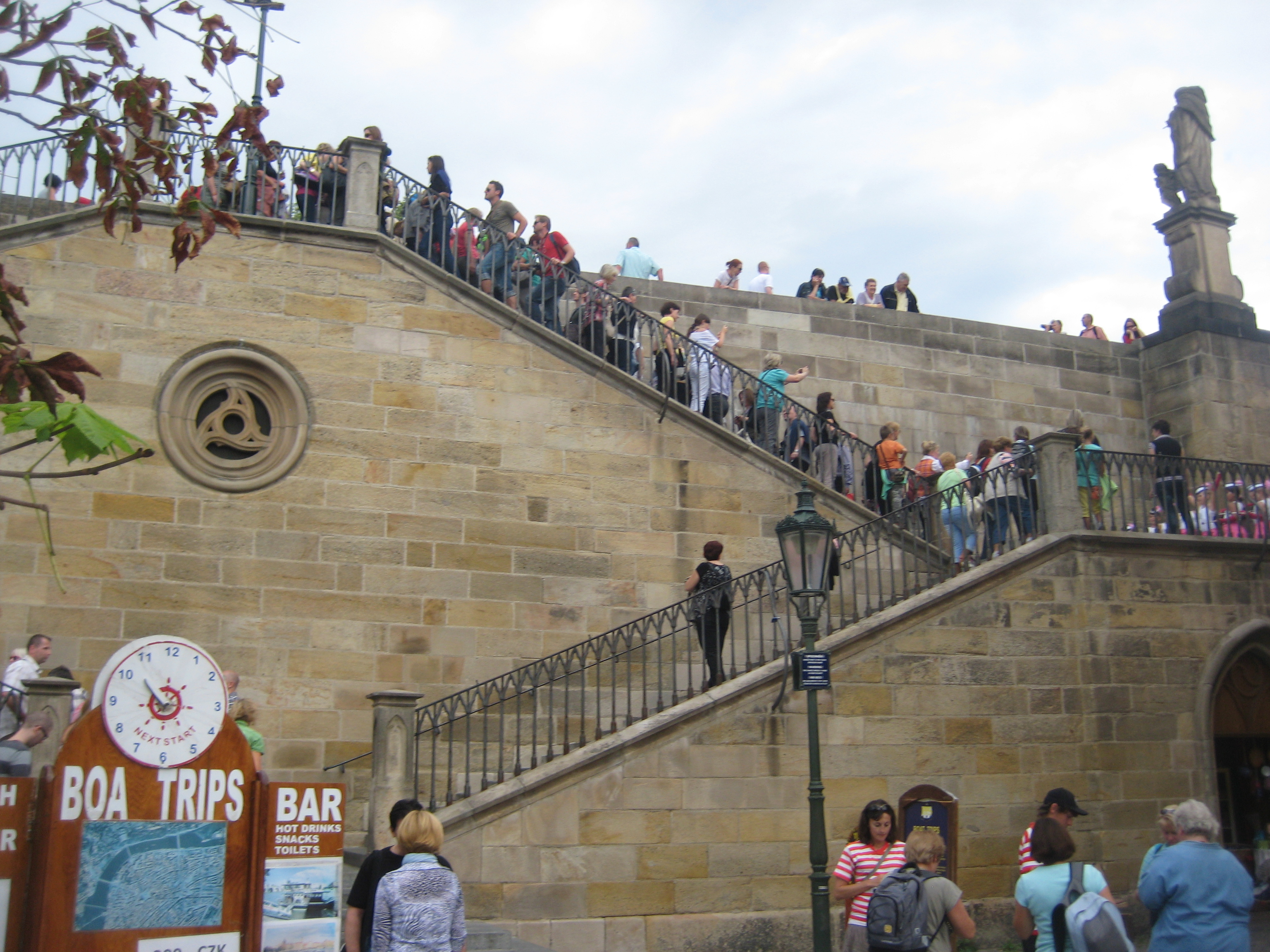
Лестница Карлова моста
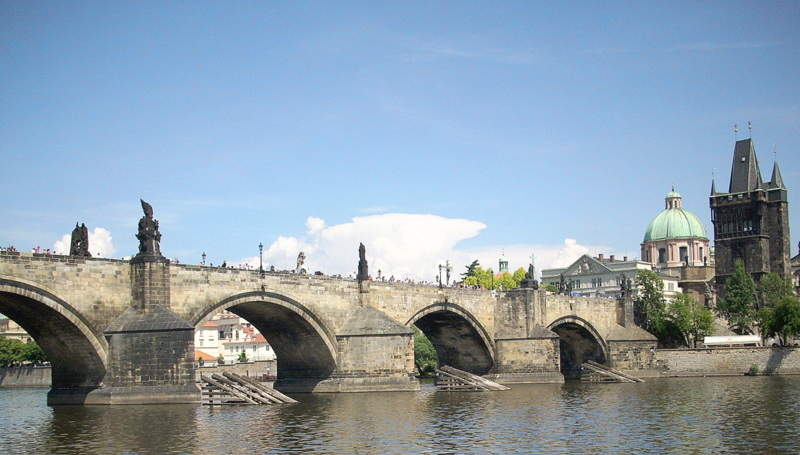
Карлов мост днём
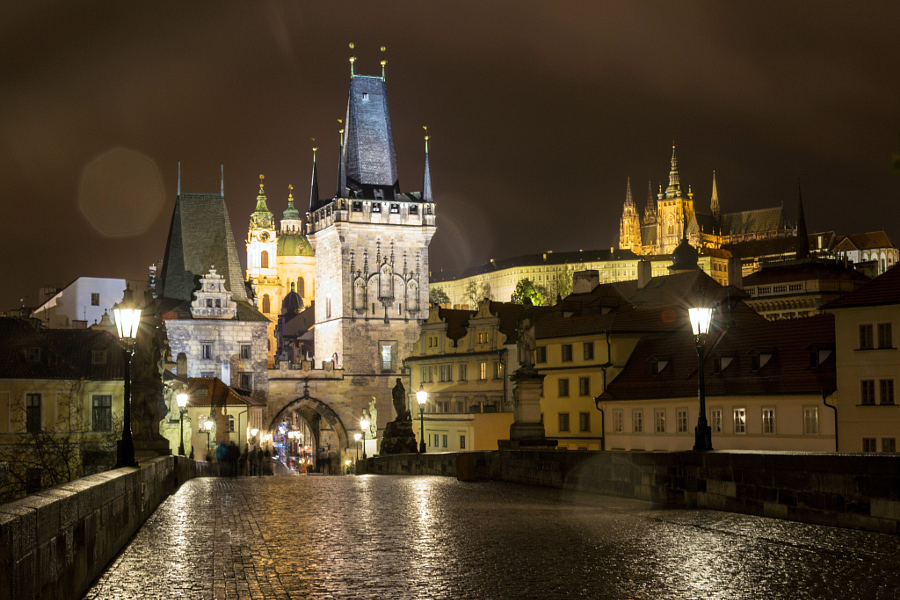
Карлов мост ночью
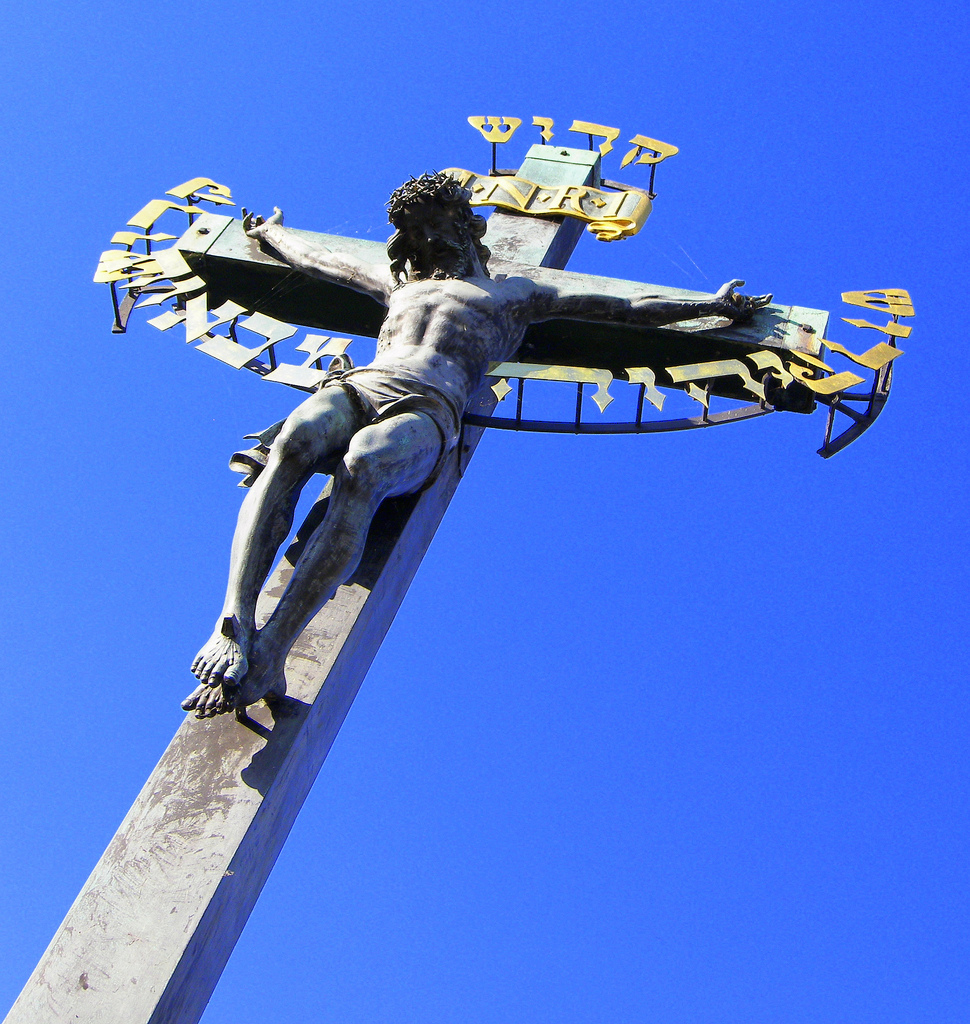
Вокруг скульптуры Иисуса Христа, распятого на Кресте, — надпись קָדוֹשׁ קָדוֹשׁ קָדוֹשׁ יְהוָה צְבָאוֹת‎ («Свят, Свят, Свят Господь Саваоф!» (Ис. 6:3)), а над головой — табличка INRI

## В филателии

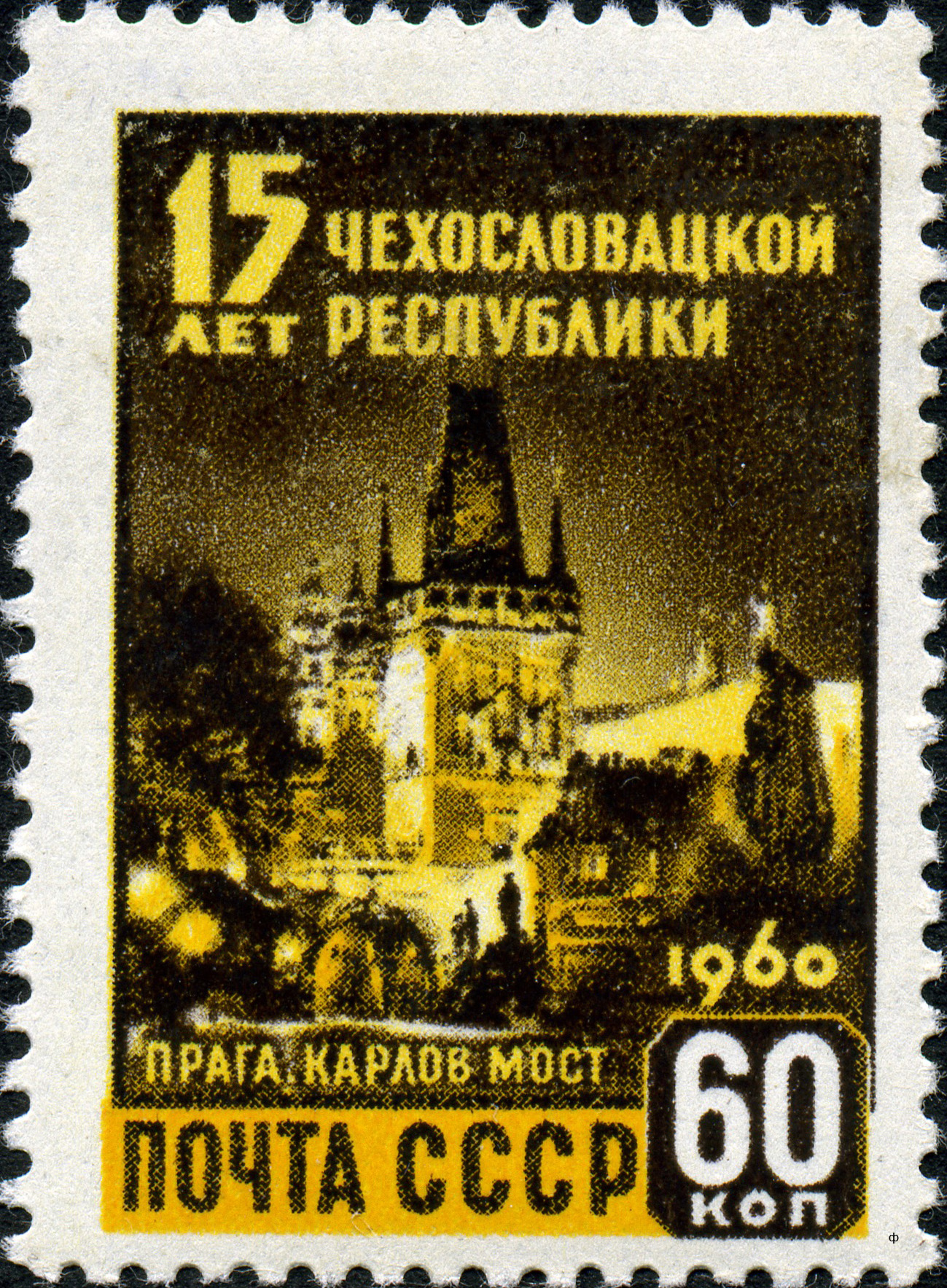
Карлов мост на почтовой марке СССР 1960 года

Карлов мост изображён на советской почтовой марке 1960 года.